# Johan Örnecrantz
Johan Mattsson Örnecrantz, tidigare Forsman, död 1665, var en svensk ämbetsman.

## Biografi
Johan Örnecrantz arbetade som bokhållare i finska generalguvernementet och blev 13 maj 1646 landsbokhållare i Kalmar län och Kronobergs län. Han fick 22 juni 1649 Förlösa socken i Kalmar län i förläning. Örnecrantz blev 1658 generalguvernementskamrer i Skåne, Halland och Blekinge och arrenderade 8 april 1662 ön Ven. Han adlades 19 december 1664 till Örnecrantz och introducerades i Sveriges Riddarhus som nummer 770. Örnecrantz avled 1665. Ätten slöts av sonen Gabriel 1720. 
Örnecrantz ägde gårdarna Lidboholm i Sjösås socken, Pilås i Sjösås socken, Örnatorp i Åby socken och Gursten i Lofta socken.

### Familj
Örnecrantz var gift med Elisabet Nilsdotter (död 1685). De fick tillsammans barnen kyrkoherden Nils Örnecrantz (död 1695) i Nottebäcks församling, jägmästaren Gabriel Örnecrantz (1656–1720) i Södermanlands län och Närke län, löjtnanten Johan Örnecrantz (1657–1689), fänriken Carl Gustaf Örnecrantz (1660–1677) vid dragonregementet och Elisabet Örnecrantz (död 1699) som var gift med sergeanten Carl Gustaf Stråle af Ekna. Efter Örnecrantzs död gifte Elisabet Nilsdotter om sig med assessorn Mattias Törnecrantz och assessorn Petrus Cederschiöld.